# 블랙 페퍼 크래브
블랙 페퍼 크래브(영어: black pepper crab)는 싱가포르의 게 요리이다. 칠리 크래브와 달리 소스에 넣어 조리하지 않는다.

## 같이 보기
- 칠리 크래브
- 쯔차